# Notosciurus
Notosciurus és un gènere de rosegadors de la família dels esciúrids. Les espècies d'aquest grup són oriündes de les Amèriques, on s'estenen des de l'est de Costa Rica fins a l'extrem septentrional de l'Argentina, passant per Colòmbia, Veneçuela, l'Equador, el Perú, l'oest del Brasil i Bolívia. Són més grossos que els esquirols dels gèneres Microsciurus, Sciurillus i Syntheosciurus, però més petits que els dels gèneres Hadrosciurus i Simosciurus. Fins a principis del segle xxi era considerat un subgènere de Sciurus.